# Service secret (film, 1942)
Pour plus de détails, voir Fiche technique et Distribution.
Service secret (en anglais, Secret Mission) est un film britannique de Harold French, sorti en 1942.

## Fiche technique
- Titre original : Secret Mission
- Titre français : Service secret
- Réalisation : Harold French
- Scénario : Basil Bartlett, Terence Young
- Photographie : Bernard Knowles
- Montage : Edward B. Jarvis
- Directeur Artistique : Carmen Dillon, Paul Sheriff
- Maquillage : George Blackler
- Ingénieur du son : A. W. Watkins
- Musique : Mischa Spoliansky
- Format : Noir et blanc
- Producteur : Marcel Hellman
- Pays d'origine :  Royaume-Uni
- Genre : Espionnage
- Durée : 94 minutes

## Distribution
- Hugh Williams : Major Peter Garnett
- Carla Lehmann (VF : Françoise Gaudray) : Michele de Carnot
- Roland Culver (VF : Gérard Ferrat) : Capitaine Red Gowan
- Michael Wilding (VF : Daniel Gilbert) : Nobby Clark
- James Mason (VF : Roger Til) : Raoul de Carnot
- Nancy Price (VF : Odette Barencey) : Violette
- Karel Stepanek (VF : Léo-Sylvestre Huth) : Major Lang
- Fritz Wendhausen : Général von Reichman
- Betty Warren : Loulou Clark
- Percy Walsh (VF : Paul Bonifas) : M. Fayolle
- Anita Gombault : Estelle Fayolle
- Nicholas Stuart : Capitaine Mackenzie
- Stewart Granger : Sous-Lieutenant Jackson

## Autour du film
- Le film réunit pour la première fois James Mason et Stewart Granger. Les deux acteurs britanniques se retrouveront pour le tournage de L'Homme en gris (The Man in Grey) réalisé par Leslie Arliss en 1943, de L'Homme fatal (Fanny by Gaslight) réalisé par Anthony Asquith en 1944 et de Le Prisonnier de Zenda (The Prisoner of Zenda) réalisé par Richard Thorpe en 1952.